# 燥邪
燥邪是中医学上对一类外界环境致病因素的称呼，为六淫之一。燥邪分为温燥和凉燥两类：温燥属阳邪，可见偏热症状；凉燥属阴邪，可见偏寒症状。外感燥邪可导致干咳、咽痛、口干鼻燥等症状。